# Monodontomerus japonicus
Monodontomerus japonicus is een vliesvleugelig insect uit de familie Torymidae. De wetenschappelijke naam is voor het eerst geldig gepubliceerd in 1904 door Ashmead.